# Ciropoli
Ciropoli (o anche Kyropolis o Ciropolis) è un sito archeologico in Tagikistan.
Era una fortezza situata nell'antica satrapia di Sogdiana: era il caposaldo di una serie di sette avamposti, il cardine su cui si basava la difesa dell'intero confine settentrionale dell'impero achemenide. Il suo nome in farsi era Kurosh Kadeh: fondata nel 544 a.C., fu voluta da Ciro il Grande (590-529 a.C.) presso il confine settentrionale del suo impero al fine di presidiare la regione dalle incursioni dei popoli nomadi delle steppe. La fortezza venne eretta intorno all'anno 535 a.C. e vi fu dislocata una guarnigione militare. Fu conquistata da Alessandro Magno nella primavera del 329 a.C., al termine della campagna per sedare la ribellione del satrapo Besso; venne poi compresa nel regno dei Seleucidi al momento della divisione dell'impero durante la spartizione di Triparadiso, quando nel 321 a.C. i diadochi successero ad Alessandro nella conduzione delle satrapie. Nel 306 a.C. venne ceduta da Seleuco I all'imperatore indiano Chandragupta Maurya insieme a tutte le province ad oriente del deserto di Makran (attuale Iran orientale) in cambio di 500 elefanti da guerra. La fortezza fu infine rasa al suolo dagli Sciti intorno al 129 a.C.
La localizzazione dell'avamposto di Ciropoli e della sua fortezza non è ancora precisa. La maggior parte degli storici concordano con l'attuale Ura-Tjube, poco a sudovest di Chodzent, nell'attuale Tagikistan. Alternativamente, un'altra localizzazione meno a settentrione, è presso l'attuale Kurkath.